# Карамышева, Галина Дмитриевна
Гали́на Дми́триевна Кара́мышева (28 января [10 февраля] 1908, Российская империя — 13 июня 2013, Мытищи, Московская область) — советский учёный, геоморфолог. Специалист в области изучения россыпей благородных металлов в целях их прогнозирования, поисков и оценки.

## Биография
Происходила из дворянского рода Карамышевых; отец, Дмитрий Дмитриевич — участник Русско-японской войны, кавалер ордена Св. Георгия.
После окончания геологического факультета МГУ в 1936 г. поступила в институт НИГРИ-золото — ЦНИГРИ, в котором проработала более 30 лет. В годы Великой Отечественной войны находилась в эвакуации в посёлке Макарак.
Большой вклад Г. Д. Карамышева внесла в изучение геоморфологии и россыпной золотоносности Урала, Кузнецкого Алатау, Салаирского кряжа, Бурятии, Северного Кавказа, юга Западной Сибири и Ленского района. Для этих территорий ею составлены мелко- и крупномасштабные геоморфологические карты с данными по золотоносности россыпей, которые способствовали повышению уровня геологоразведочных работ. Участница первой и второй Ленских экспедиций, Г. Д. Карамышева проводила детальные исследования геоморфологии и стратиграфии четвертичных отложений Кропоткинского золотоносного района в бассейне реки Вачи, которые позволили обосновать выявление уникальных россыпей золота. Прогнозные рекомендации Г. Д. Карамышевой, в том числе по месторождению Сухой Лог, не утратили своей актуальности до настоящего времени и успешно реализуются золотодобытчиками.
В 1941 году, незадолго до начала Великой Отечественной войны вышла замуж. Галина Дмитриевна воспитала четверых детей. Сейчас у неё пять внуков и пять правнуков. Проживала в Мытищах.
Умерла 13 июня 2013 года в Мытищах.

## Основные научные труды
- Г. Д. Карамышева. К вопросу о строении и генезисе рыхлых отложений центральной части Патомского нагорья (1960)
- А. И. Григорьева, Г. Д. Карамышева, С. В. Яблокова. Особенности геологии и условия формирования погребенных прибрежных россыпей на примере одного из регионов юго-восточной части Западно-Сибирской низменности (1961)